# Йокозуна
Йокозуна (на японски: 横綱) е най-висшият ранг в сумото. В буквален превод означава „хоризонтално въже“ заради най-характерния символ на ранга – широкото въже (цуна), препасано около пояса.
Въжето е подобно по вид и предназначение на шименава, което се използва за обозначаване на свещени места в шинтоизма. Самото въже може да тежи до 20 килограма и се използва само по време на дохьо-ири – встъпителната церемония на йокозуна върху дохьото. Въжето се връзва на гърба по характерен начин, свързан и със стила на дохьо-ири, предпочитан от съответния йокозуна. В по-свободна интерпретация обикновено йокозуна се превежда като „велик шампион“.
Йокозуна е уникален ранг в сумото. За последните триста години, откакто е въведен, само 69-а рикиши са били удостоени с това звание. Има много привилегии и задължения, характерни само за този ранг. Йокозуна не може да бъде понижаван например. Веднъж удостоен с това звание йокозуна, е задължен да показва изключително високи резултати във всеки турнир и постоянно да е в конкуренцията за първото място. Ако показва слаби резултати, от него се очаква да се оттегли от състезателна дейност. Йокозуна трябва да бъде перфектен във всяко едно отношение винаги и навсякъде, включително в личния си живот. Всяка грешна постъпка, която не се смята за достойна за този висок ранг, бива обсъждана от комитета по избор на йокозуна и може да доведе до принудително отнемане на ранга и правото да се състезава.

## История
Историята на йокозуна се губи назад във вековете. Съществуват две различни легенди за появата на този ранг. Според първата през 9 век борец на име Хаджиками вързал въже шименава около кръста си и предизвикал всеки, който смее да го докосне, като по този начин положил началото на сумото във вида, познат и до днес. Според втората легендарният борец Акаши Шиганосуке вързал шименава около кръста си през 1630 г. като знак на уважение към Императора и посмъртно бил удостоен със званието за пръв път в историята. Няма много свидетелства в подкрепа на която и да е от двете теории. Всъщност дори не е сигурно, че Акаши е историческа личност. Известно е обаче, че през ноември 1789 г., започвайки от четвъртия Таникадзе Каджиносуке и петия йокозуна Оногава Кисабуро, се появяват първите рисунки укийо-е, на които йокозуна са изобразени, носейки шименава.
Преди епохата Мейджи титлата йокозуна се присвоявала на озеки, който се състезава в присъствието на шогуна. Често това отразявало по-скоро влиянието на покровителя на бореца, отколкото действителните му способности. Поради това за някои от ранните йокозуна се счита, че са такива само по звание, без да отговарят на съвременните стандарти. През тези ранни години йокозуна не се е считал за отделен ранг, а по-скоро за озеки със специалната привилегия да изпълнява дохьо-ири.
В началото е имало противоборство между влиятелните фамилии Йошида и Годжо за правото да присвояват званието йокозуна. Фамилията Йошида печели това право, когато 15-ият йокозуна Умегатани Тотаро I, един от най-силните борци, изразява изричното си желание да бъде удостоен с йокозуна от Йошида през февруари 1884 г. През май 1890 г. йокозуна за пръв път се вписва в официалната ранг листа (банзуке) по настояване на 16-ия йокозуна Нишиноуми Каджиро. През 1909 г. по времето на 19-ия и 20-ия йокозуна Хитачияма Таниемон и Умегатани Тотаро II официално е признат за най-висок ранг. На 21 април 1950 г. е установен Комитет по избор на Йокозуна и оттогава издигането в ранг йокозуна се извършва от Японската сумо асоциация по препоръка на Комитета. Първият йокозуна, издигнат от Сумо асоциацията, е 41-вият йокозуна Чионояма Масанобу.

## Критерии за избор на йокозуна
Само сумист с ранг озеки може да бъде повишен до йокозуна. В модерното сумо критериите, на които трябва да отговаря озеки кандидат за йокозуна, включват сила, майсторство, достойнство, чест и възвишеност (品格 хинкаку). Няма абсолютни критерии, нито определена квота. В историята има периоди, когато не е имало нито един йокозуна, както и такива с до четирима едновременно.
Силата и майсторството обикновено се свързват с представянето на последния турнир. Установеният де факто стандарт изисква първо място в два последователни турнира или „еквивалентно представяне“. За „еквивалентно представяне“ може да се приеме резултат от поне една турнирна победа и две втори места в последните три турнира с поне 12 от 15 възможни победи във всеки от трите турнира. Правилата не са твърдо установени и затова Комитетът по избор на Йокозуна може да ги интерпретира по-свободно или по-стриктно в зависимост от ситуацията. Също така може да вземат предвид допълнителни фактори като общ брой на първи места в турнири, качество на турнирните победи и дали загубите показват някакви слабости.
Проблемът с хинкаку (достойнство, чест, възвишеност, изящество) е по-сложен, тъй като това е изцяло субективен критерий. Хаваецът Конишики например според много хора е пример за несправедливо отношение към иначе достоен кандидат, който не е бил издигнат до йокозуна само заради чуждестранния си произход. Много членове на Сумо асоциацията открито са заявявали, че един чужденец (гай-джин никога не може да притежава необходимото за йокозуна хинкаку. В случая на Конишики са посочвани и други причини, като например огромното му тегло.  Има и други такива примери. През 1950 г. Чионояма Масанобу не е бил повишен веднага в йокозуна въпреки спечелването на два последователни турнира, защото е сметнат за твърде млад. От друга страна Футахагуро е повишен в йокозуна през 1986 г. въпреки че опозицията е твърдяла, че не е достатъчно зрял за това. Скоро след това той е въвлечен в редица непристойни прояви извън дохьото, включително побой над един от личните му прислужници цукебито, в резултат на което и шестимата му цукебито демонстративно го напускат.  Футахагуро се оттегля след само година и половина като носител на най-високото звание и остава в историята като единствения, който не е спечелил нито един турнир след повишението си в йокозуна.
Дебатът дали чужденците могат да имат достатъчно достойнства да бъдат йокозуна е преодолян когато на 27 януари, 1993 г. озеки Акебоно е провъзгласен за йокозуна след само 8 месеца с ранг озеки. Оттогава трима други чужденци са достигали върховния сумо ранг: Мусашимару, Асашорю и Хакухо.

## Издигане в йокозуна
Процесът на издигане в ранг йокозуна е многоетапен. След всеки турнир Комитетът по избор на Йокозуна се събира на заседание, за да обсъди сумистите в горния край на ранглистата. Комитетът се назначава от Сумо асоциацията и се състои от „странични хора“, т.е. такива, които не са бивши сумисти, за да се осигури независим контрол върху процеса на избор на йокозуна. Обикновено по запитване на Сумо асоциацията Комитетът може да препоръча даден озеки като притежаващ необходимите качества. Препоръката се изпраща на Съдийската колегия и след това на Борда на директорите на Сумо асоциацията, където се взема окончателното решение.
Ако даден сумист е одобрен като кандидат, той бива посетен в школата си от член на Борда на Сумо асоциацията, който формално му съобщава новината. През следващите дни в школата на новоизбрания йокозуна се изработва цуна и той тренира дохьо-ири под ръководството на бивш или настоящ йокозуна. Накрая се насрочва встъпително дохьо-ири на церемониално дохьо в храма Мейджи Джингу в Токио, което обикновено се изпълнява няколко седмици след края на последния турнир.

## Церемонии и традиции
Формалното въвеждане на ранга от времето на Таниказе явно е свързано с желанието най-добрите да изпълняват церемония по встъпване на ринга (дохьо-ири) отделно от останалите сумисти. Дохьо-ири е церемониално представяне на всички сумисти от дивизията макуучи, което се изпълнява преди започване на схватките.
Всеки йокозуна се представя след останалите сумисти. При церемонията асистират други двама сумисти от макуучи, наричани цуихараи и тачимочи (мечоносец). Цуихараи върви пред Йокозуна, а тачимочи след него, като последният носи и меча на йокозуна, като и тримата следват сумо рефера (гьоджи). Мечът е японска катана и символизира самурайския статус на йокозуна. Тачимочи винаги е с по-високия ранг от двамата асистенти. По време на церемонията йокозуна носи цуна, а и тримата носят церемониални престилки (кешо-маваши).
След като се качат на ринга, йокозуна заема центъра и изпълнява сложен ритуал. Има две различни форми на ритуала, като всеки йокозуна обикновено избира един още при получаването на ранга си и изпълнява само него. Изборът се отразява и на начина, по който въжето цуна се завързва отзад на кръста. По-популярния от двата стила е „Унрю“, при който има една примка на гърба, докато при алтернативния вариант „Ширануи“ се връзват две примки. Стиловете са наречени на имената на двама знаменити йокозуна от Периода Едо, въпреки че няма исторически доказателства те да са изпълнявали въпросните ритуали. Смята се дори, че ритуалите са наречени противоположно на имената на изпълнителите си, т.е. йокозуна Унрю е изпълнявал Ширануи ритуал и обратно.
Ако бивш йокозуна достигне 60-годишна възраст, по традиция той изпълнява специална дохьо-ири церемония, наречена канреки дохьо-ири в чест на дълголетието му.
Ако йокозуна загуби схватка от по-нисък по ранг сумист, публиката има обичай да хвърля на дохьото възглавниците („забутон“), върху които се седи в залата.

## Активни йокозуна
Има един активен йокозуна:

- Хакухо (白鵬), 69-и йокозуна, също от Монголия, повишен Май 2007